# هيتاتشي-ناكا (إيباراكي)
 هيتاتشي-ناكا (باليابانية: ひたちなか市 هيتاتشي-ناكا-شي) هي مدينة تقع في محافظة إيباراكي، اليابان. تأسست المدينة في 1 نوفمبر 1994.

## وصلات خارجية
- موقع بلدية هيتاتشي-ناكا